# Lee (Floryda)
Lee – miasto w hrabstwie Madison w stanie Floryda.

## Krótki opis
Według danych na rok 2000 miasto zamieszkiwały 352 osoby. Położenie geograficzne miasta: 30°25′10″N 83°17′59″W/30,419444 -83,299722.